# コップス&ロバーソン
『コップス&ロバーソン』（コップス・アンド・ロバーソン、原題：Cops & Robbersons）は、1994年制作のアメリカ合衆国のクライム・コメディ映画。マイケル・リッチー監督、チェビー・チェイス主演。
日本では劇場未公開で、WOWOW放送時のタイトルは『ハードボイルド・パパ/ロバーソンは迷刑事?!』。

## あらすじ
ノーマン・ロバーソンは超が付くほどの警察マニアぶりで、妻のヘレンと3人の子供たちはそんな彼に辟易していた。
そんなある日、彼の家にストーンとムーアという2人の刑事がやって来る。彼の隣家に住むオズボーンという男が殺人と偽札作りの犯人として警察が追っており、彼の家から張り込みをさせてほしいという。
ストーンらは張り込みを始めるが、警察マニアのノーマンが黙って見ているはずがなく、彼らの手伝いがしたくて仕方なくなり、騒動を引き起こしてしまう。

## キャスト
※括弧内は日本語吹替。
- ノーマン・ロバーソン：チェビー・チェイス（池田勝）
- ジェイク・ストーン刑事：ジャック・パランス（大塚周夫）
- ヘレン・ロバーソン：ダイアン・ウィースト（高島雅羅）
- オズボーン：ロバート・デヴィ（大友龍三郎）
- トニー・ムーア刑事：デヴィッド・バリー・グレイ（宮本充）
- ケヴィン・ロバーソン：ジェイソン・ジェームズ・リクター（亀井芳子）
- シンディ・ロバーソン：フェイ・マスターソン（岡本麻弥）
- ビリー・ロバーソン：ミコ・ヒューズ（大谷育江）
- フレッド：リチャード・ロマナス
- ジェリー：サル・ランディ
- テッド・コーベット署長：M・エメット・ウォルシュ（クレジットなし）